# Bamberg–Rottendorf-vasútvonal

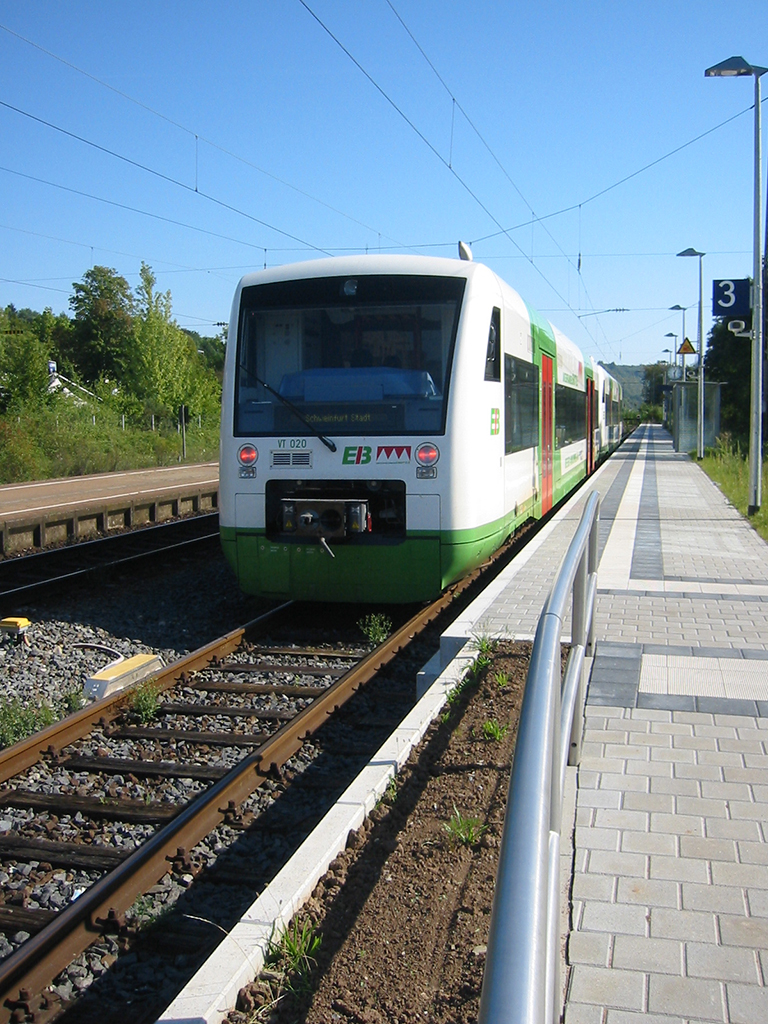
Egy Regioshuttle Schweinfurt állomáson

A Bamberg–Rottendorf-vasútvonal egy normál nyomtávolságú, 15 kV, 16,7 Hz-cel villamosított kétvágányú vasútvonal Németországban Bamberg és Rottendorf között. A vasútvonal hossza 92,2 km, engedélyezett sebesség 160 km/h.

## Építése
A vasútvonal 1852 és 1854 között épült több részletben adták át:
- 1852 augusztus 1.: Bamberg–Haßfurt
- 1852 november 3.: Haßfurt–Schweinfurt
- 1854 július 1.: Schweinfurt–Rottendorf(–Würzburg)

A villamosítása is több részletben zajlott 1971 és 1972 között:
- 1971 szeptember 22.: Waigolshausen–Bamberg
- 1972 május 26.: Rottendorf–Waigolshausen